# Sociedad Deportiva Huesca 2009-2010
Questa voce raccoglie le informazioni della Sociedad Deportiva Huesca nelle competizioni ufficiali della stagione 2009-2010.

## Stagione
Nella stagione l'Huesca partecipa alla Segunda División e conclude il campionato piazzandosi in 13ª posizione, con l'attacco meno prolifico del torneo.
In Coppa del Re, dopo aver eliminato il Levante ai rigori nel secondo turno, termina il torneo nella gara successiva ad opera dell'Hércules.

## Rosa
Rosa aggiornata al 1º gennaio 2010.
| N. |                      | Ruolo | Calciatore         |
| -- | -------------------- | ----- | ------------------ |
| 1  | Spagna (bandiera)    | P     | Miguel             |
| 2  | Spagna (bandiera)    | D     | Robert             |
| 3  | Spagna (bandiera)    | C     | Luis Helguera      |
| 4  | Spagna (bandiera)    | D     | Paco               |
| 5  | Spagna (bandiera)    | D     | José Dorado        |
| 6  | Argentina (bandiera) | C     | Daniel Mustafa     |
| 7  | Spagna (bandiera)    | C     | Vicente            |
| 8  | Spagna (bandiera)    | D     | Juanma Marrero     |
| 9  | Spagna (bandiera)    | A     | Borja Rubiato      |
| 10 | Spagna (bandiera)    | C     | Juanjo Camacho     |
| 11 | Spagna (bandiera)    | C     | Francisco Gallardo |
| 12 | Spagna (bandiera)    | C     | José Vegar         |
| 13 | Spagna (bandiera)    | P     | Jorge Larrosa      |

| N. |                      | Ruolo | Calciatore       |
| -- | -------------------- | ----- | ---------------- |
| 15 | Spagna (bandiera)    | C     | Joaquín Sorribas |
| 16 | Spagna (bandiera)    | A     | Moisés García    |
| 17 | Spagna (bandiera)    | C     | Víctor Pérez     |
| 18 | Spagna (bandiera)    | C     | Mikel Rico       |
| 19 | Brasile (bandiera)   | A     | Reinaldo         |
| 20 | Spagna (bandiera)    | D     | Sebastián Corona |
| 21 | Spagna (bandiera)    | D     | Ion Echaide      |
| 22 | Spagna (bandiera)    | C     | Lluís Sastre     |
| 24 | Spagna (bandiera)    | C     | Iriome           |
| 25 | Venezuela (bandiera) | P     | Dani Hernández   |
| 26 | Spagna (bandiera)    | A     | Valentino        |
| 30 | Spagna (bandiera)    | P     | Toni Doblas      |
|    | Spagna (bandiera)    | A     | Julián Vara      |

## Statistiche

### Statistiche di squadra
| Competizione     | Punti | In casa | In casa | In casa | In casa | In casa | In casa | In trasferta | In trasferta | In trasferta | In trasferta | In trasferta | In trasferta | Totale | Totale | Totale | Totale | Totale | Totale | DR |
| Competizione     | Punti | G       | V       | N       | P       | Gf      | Gs      | G            | V            | N            | P            | Gf           | Gs           | G      | V      | N      | P      | Gf     | Gs     | DR |
| ---------------- | ----- | ------- | ------- | ------- | ------- | ------- | ------- | ------------ | ------------ | ------------ | ------------ | ------------ | ------------ | ------ | ------ | ------ | ------ | ------ | ------ | -- |
| Segunda División | 52    | 21      | 7       | 8       | 6       | 20      | 18      | 21           | 5            | 8            | 8            | 16           | 22           | 42     | 12     | 16     | 14     | 36     | 40     | -4 |
| Coppa del Re     | -     | -       | -       | -       | -       | -       | -       | 2            | 0            | 1            | 1            | 0            | 2            | 2      | 0      | 1      | 1      | 0      | 2      | -2 |
| Totale           | -     | 21      | 7       | 8       | 6       | 20      | 18      | 23           | 5            | 9            | 9            | 16           | 24           | 44     | 12     | 17     | 15     | 36     | 42     | -6 |